# Arike Ogunbowale
Arike Ogunbowale est une basketteuse américaine née le 2 mars 1997 à Milwaukee (Wisconsin), championne NCAA 2018.  

## Carrière universitaire
Née à Milwaukee de Yolanda et Gregory Ogunbowale, de descendance yoruba, elle est la plus jeune de leurs trois enfants. Sa mère a pratiqué le softball à l'université DePaul et son frère Dare Ogunbowale (en) a joué au football américain pour les Badgers du Wisconsin. De 2009 à 2012, elle remporte quatre fois la coupe du Wisconsin en soccer.
Elle joue à la Divine Savior Holy Angels High School de Milwaukee et remporte le titre 2014-2015 avec une moyenne de 27,2 points. Elle est élue Miss Basketball de 2015 pour le Wisconsin et retenue pour le McDonald's High School All-America,.
Elle joue en NCAA pour les Fighting Irish de Notre-Dame. En freshman, ses statistiques atteignent 11,4 points par rencontre comme remplaçante et elle intègre le cinq de départ de Notre-Dame en sophomore.
Elle atteint deux fois les finales et remporte le titre en 2018, inscrivant le panier la victoire en demi-finale contre les Huskies du Connecticut et en finale face aux Bulldogs de Mississippi State,. Elle est élue Most Outstanding Player du championnat NCAA 2018. L'Atlantic Coast Conference la désigne comme athlète féminine de l'année.

## Dancing with the Stars
En avril 2018, Ogunbowale participe à la 26e saison de l'émission télévisée Dancing with the Stars avec le danseur professionnel Gleb Savchenko (en). Ils se classent septièmes.

## Carrière professionnelle
Elle est le cinquième choix de la draft WNBA 2019 par les Wings de Dallas. 
Pour la saison 2020-2021, elle s'engage en Russie pour le club d'EuroLigue du Dynamo Koursk.

### Unrivaled
Le 12 juillet 2024, la nouvelle ligue de basket-ball à trois, Unrivaled, annonce la participation d'Arike Ogunbowale à sa première saison en janvier 2025. Créée par Breanna Stewart et Napheesa Collier, cette ligue réunit trente-six joueuses réparties en six équipes. les matchs ont lieu à Miami. Arike Ogunbowale est la quatrième joueuse révélée. Elle évolue pour le Vinyl Basketball Club, entraîné par Teresa Weatherspoon,. 

## Statistiques
| Saison | Équipe | Matchs | Titul. | Min./m | % Tir | % 3pts | % LF | Rbds/m. | Pass/m. | Int/m. | Ctr/m. | Pts/m. |
| ------ | ------ | ------ | ------ | ------ | ----- | ------ | ---- | ------- | ------- | ------ | ------ | ------ |
| 2019   | Dallas | 33     | 28     | 32,1   | 38,8  | 35,2   | 81,5 | 2,4     | 3,2     | 1,1    | 0,0    | 19,1   |
| 2020   | Dallas | 22     | 22     | 34,0   | 41,3  | 33,6   | 85,6 | 2,8     | 3,5     | 1,6    | 0,1    | 22,8   |
| 2021   | Dallas | 32     | 32     | 31,3   | 38,3  | 37,6   | 86,4 | 3,2     | 3,3     | 1,1    | 0,0    | 18,7   |
| 2022   | Dallas | 30     | 30     | 31,4   | 40,0  | 35,2   | 79,8 | 3,3     | 3,6     | 1,5    | 0,1    | 19,7   |
| Total  | Total  | 117    | 112    | 32,1   | 39,5  | 35,5   | 83,2 | 2,9     | 3,4     | 1,3    | 0,0    | 19,8   |

## Palmarès

### En club
- Championne NCAA 2018[5]

### En équipe nationale
- Médaille d'or au championnat des Amériques U16 de 2013
- Médaille d'or au championnat du monde 3×3 U18 de 2013
- Médaille d'or au championnat du monde U17 de 2014
- Médaille d'or aux olympiades de la jeunesse (3×3) de 2014
- Médaille d'argent au championnat du monde 3×3 U18 de 2015 avec Kristine Anigwe (en), Natalie Chou (en) et Asia Durr

## Distinctions personnelles
- Meilleure joueuse du tournoi NCAA de basket-ball (2018)
- Athlète de l'année de l'ACC (2018)[7]
- WBCA All-American (2018)
- Second cinq Associated Press, USBWA, USA Today and espnW All-America (2018)
- Meilleur cinq de l'ACC (2018)
- Meilleur cinq du tournoi de l'ACC (2018).
- Meilleur cinq des freshmen de l'ACC (2016).
- 2 × All-Star 2021 et 2022